# 圣于贝尔 (魁北克省)

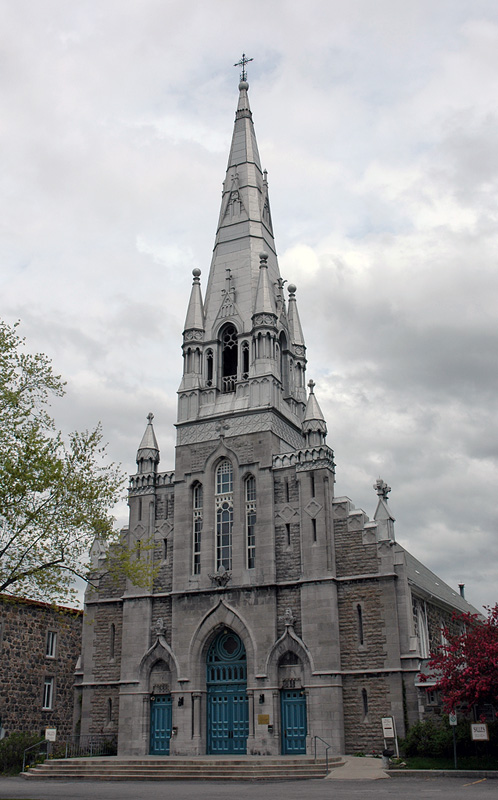
圣于贝尔教堂

圣于贝尔（法語：Saint-Hubert，法語發音：[sɛ̃t‿ybɛʁ] ⓘ, 错误：{{IPA}}：無法辨識語言標籤 frdia）是位於加拿大魁北克省朗基爾的一座城鎮，2002年1月1日之前，它是一个独立的城市。2002年1月1日後，它和其他几个邻近的城市一起被并入朗基爾。2006年，圣于贝尔的人口为78336人，面积为65.98平方公里。目前朗基爾的市政廳就位於圣于贝尔。